# Paraclimbing-Weltmeisterschaft 2019
Die Paraclimbing-Weltmeisterschaft 2019 (englisch IFSC Paraclimbing World Championships) war die sechste Weltmeisterschaft im Paraklettern. Sie wurde von der International Federation of Sport Climbing am 16. und 17. Juli 2019 im französischen Briançon abgehalten, 158 Parasportler aus 24 Ländern nahmen Teil.
Ursprünglich sollte der Wettkampf gemeinsam mit der Kletterweltmeisterschaft 2019 in Hachioji in Japan stattfinden. Da in der dortigen Ésforta Arena ein Tag weniger zur Verfügung stand als geplant wurde die Veranstaltung verlegt.

## Medaillen
| Kategorie | Geschlecht | Sieger               | Zweiter                         | Dritter               |
| --------- | ---------- | -------------------- | ------------------------------- | --------------------- |
| B1        | Frauen     | in B2                | in B2                           | in B2                 |
| B1        | Männer     | Koichiro Kobayashi   | Francisco Javier Aguilar Amoedo | Daniil Lisischenko    |
| B2        | Frauen     | Abigail Robinson     | Yumi Ejiri                      | Edith Scheinecker     |
| B2        | Männer     | Sho Aita             | Justin Salas                    | Richard Slocock       |
| B3        | Frauen     | –                    | –                               | –                     |
| B3        | Männer     | Cosmin Florin Candoi | Lux Losey Sail                  | Motohiro Ejiri        |
| AL-1      | Frauen     | in RP2               | in RP2                          | in RP2                |
| AL-1      | Männer     | Angelino Zeller      | Hideyuki Ouchi                  | Tanner Cislaw         |
| AL-2      | Frauen     | Lucie Jarrige        | Joanna Newton                   | Jaqueline Fritz       |
| AL-2      | Männer     | Thierry Delarue      | Urko Carmona Barandiaran        | Albert Guardia Ferrer |
| AU-1      | Frauen     | in AU2               | in AU2                          | in AU2                |
| AU-1      | Männer     | in AU2               | in AU2                          | in AU2                |
| AU-2      | Frauen     | Solenne Piret        | Maureen Beck                    | Melinda Vigh          |
| AU-2      | Männer     | Matthew Phillips     | Mor Michael Sapir               | Kevin Bartke          |
| RP1       | Frauen     | in RP2               | in RP2                          | in RP2                |
| RP1       | Männer     | Bastien Thomas       | Alessio Cornamusini             | Korbinian Franck      |
| RP2       | Frauen     | Hannah Baldwin       | Anita Aggarwal                  | Leanora Volpe         |
| RP2       | Männer     | Behnam Khalaji       | Benjamin Mayforth               | Manikandan Kumar      |
| RP3       | Frauen     | Aika Yoshida         | Momoko Yoshida                  | Martha Evans          |
| RP3       | Männer     | Romain Pagnoux       | Mathieu Besnard                 | Gregor Selak          |